# Italië op de Olympische Winterspelen 1984
Tijdens de Olympische Winterspelen van 1984, die in Sarajevo (Joegoslavië) werden gehouden, nam Italië voor de veertiende keer deel.

## Medailleoverzicht
| Sport       | Olympiër         | Discipline | Medaille |
| ----------- | ---------------- | ---------- | -------- |
| Alpineskiën | Paoletta Magoni  | slalom (v) | Goud     |
| Rodelen     | Paul Hildgartner | mannen     | Goud     |

## Deelnemers en resultaten

### Alpineskiën
| Olympiër            | Discipline       | Resultaat | Prestatie                       |
| ------------------- | ---------------- | --------- | ------------------------------- |
| Paolo De Chiesa     | slalom (m)       | dnf-1     | opgave run 1                    |
| Roberto Erlacher    | reuzenslalom (m) | 12e       | 2.44,09 (+2,91) 1.22,36+1.21,73 |
| Alberto Ghidoni     | afdaling (m)     | 16e       | 1.47,87 (+2,28)                 |
| Alberto Ghidoni     | reuzenslalom (m) | dnf-1     | opgave run 1                    |
| Alex Giorgi         | reuzenslalom (m) | 7e        | 2.43,00 (+1,82) 1.22,05+1.20,95 |
| Alex Giorgi         | slalom (m)       | dnf-2     | opgave run 2                    |
| Roberto Grigis      | slalom (m)       | dnf-2     | opgave run 2                    |
| Michael Mair        | afdaling (m)     | 15e       | 1.47,70 (+2,11)                 |
| Danilo Sbardellotto | afdaling (m)     | 20e       | 1.48,06 (+2,47)                 |
| Raimund Ostendorf   | afdaling (m)     | 21e       | 1.48,07 (+2,48)                 |
| Oswald Tötsch       | reuzenslalom (m) | 15e       | 2.44,97 (+3,79) 1.22,94+1.22,03 |
| Oswald Tötsch       | slalom (m)       | 5e        | 1.40,48 (+1,07) 52,81+47,67     |
|                     |                  |           |                                 |
| Paoletta Magoni     | reuzenslalom (v) | 32e       | 2.27,87 (+6,89) 1.12,56+1.15,31 |
| Paoletta Magoni     | slalom (v)       | Goud      | 1.36,47 48,85+47,62             |
| Mariarosa Quario    | slalom (v)       | 7e        | 1.37,99 (+1,52) 49,68+48,31     |
| Fulvia Stevenin     | reuzenslalom (v) | dnf-2     | opgave run 2                    |
| Fulvia Stevenin     | slalom (v)       | dnf-1     | opgave run 1                    |
| Daniela Zini        | reuzenslalom (v) | 25e       | 2.26,33 (+5,35) 1.12,07+1.14,26 |
| Daniela Zini        | slalom (v)       | 9e        | 1.38,15 (+1,68) 49,32+48,83     |

### Biatlon
| Olympiër                                                          | Discipline             | Resultaat | Prestatie                                                                                      |
| ----------------------------------------------------------------- | ---------------------- | --------- | ---------------------------------------------------------------------------------------------- |
| Adriano Darioli                                                   | 20 km (m)              | 28e       | 1:21.14,0 (+9.21,3) pen.: 8 (3 / 1 / 0 / 4)                                                    |
| Johann Passler                                                    | 10 km (m)              | 35e       | 34.31,4 (+3.37,6) pen.: 4 (4 / 0)                                                              |
| Gottlieb Taschler                                                 | 10 km (m)              | 19e       | 33.04,9 (+2.11,1) pen.: 1 (0 / 1)                                                              |
| Marco Zanon                                                       | 20 km (m)              | 19e       | 1:19.59,9 (+8.07,2) pen.: 4 (0 / 1 / 2 / 1)                                                    |
| Andreas Zingerle                                                  | 10 km (m)              | 29e       | 34.07,5 (+3.13,7) pen.: 5 (4 / 1)                                                              |
| Andreas Zingerle                                                  | 20 km (m)              | 9e        | 1:16.21,7 (+4.29,0) pen.: 4 (0 / 3 / 0 / 1)                                                    |
| Adriano Darioli Gottlieb Taschler Johann Passler Andreas Zingerle | 4x7,5 km estafette (m) | 5e        | 1:42.32,80 (+3.41,1) pen.: 0-9 (0-3 / 0-1 / 0-4 / 0-1) (26.14,3 / 25.43,5 / 25.50,4 / 24.44,6) |

### Bobsleeën
| Olympiër                                                        | Discipline              | Resultaat | Prestatie                                       |
| --------------------------------------------------------------- | ----------------------- | --------- | ----------------------------------------------- |
| Guerrino Ghedina Andrea Meneghin                                | 2-mansbob (m) Italië I  | 7e        | 3.29,09 (+3,53) (52,40 / 52,46 / 51,82 / 52,41) |
| Marco Bellodis Stefano Ticci                                    | 2-mansbob (m) Italië II | 9e        | 3.30,02 (+4,46) (52,69 / 52,73 / 52,28 / 52,32) |
| Alex Wolf Georg Beikircher Pasquale Gesuito Umberto Prato       | 4-mansbob (m) Italië I  | 17e       | 3.25,51 (+5,29) (51,12 / 51,19 / 51,57 / 51,63) |
| Guerrino Ghedina Stefano Ticci Paolo Scaramuzza Andrea Meneghin | 4-mansbob (m) Italië II | 8e        | 3.23,77 (+3,55) (50,66 / 50,93 / 51,00 / 51,18) |

### Kunstrijden
| Olympiër                           | Discipline | Resultaat | Prestatie                                                        |
| ---------------------------------- | ---------- | --------- | ---------------------------------------------------------------- |
| Karin Telser                       | vrouwen    | 15e       | 28,6 punten (verpl. figuren: 11 - korte kür: 15 - lange kür: 16) |
| Isabella Micheli Roberto Pelizzola | ijsdansen  | 15e       | 29,0 punten (verpl. dans: 15 - org. dans: 15 - vrije dans: 14)   |

### Langlaufen
| Olympiër                                                              | Discipline            | Resultaat | Prestatie                                                   |
| --------------------------------------------------------------------- | --------------------- | --------- | ----------------------------------------------------------- |
| Giulio Capitanio                                                      | 15 km (m)             | 24e       | 43.50,8 (+2.25,2)                                           |
| Giulio Capitanio                                                      | 30 km (m)             | 26e       | 1:34.22,6 (+5.26,3)                                         |
| Giulio Capitanio                                                      | 50 km (m)             | 34e       | 2:28.51,7 (+12.55,9)                                        |
| Maurilio De Zolt                                                      | 15 km (m)             | 9e        | 42.40,0 (+1.14,4)                                           |
| Maurilio De Zolt                                                      | 30 km (m)             | 9e        | 1:31.58,7 (+3.02,4)                                         |
| Maurilio De Zolt                                                      | 50 km (m)             | 22e       | 2:25.14,9 (+9.19,1)                                         |
| Gianfranco Polvara                                                    | 15 km (m)             | 34e       | 44.35,7 (+3.10,1)                                           |
| Gianfranco Polvara                                                    | 50 km (m)             | 21e       | 2:25.07,5 (+9.11,7)                                         |
| Alfred Runggaldier                                                    | 30 km (m)             | dq        | diskwalificatie                                             |
| Giorgio Vanzetta                                                      | 15 km (m)             | 14e       | 42.54,9 (+1.29,3)                                           |
| Giorgio Vanzetta                                                      | 30 km (m)             | 24e       | 1:33.54,3 (+4.58,0)                                         |
| Giorgio Vanzetta                                                      | 50 km (m)             | 30e       | 2:27.08,3 (+11.12,5)                                        |
| Maurilio De Zolt Alfred Runggaldier Giulio Capitanio Giorgio Vanzetta | 4x10 km estafette (m) | 7e        | 1:59.30,3 (+4.24,0) (30.21,4 / 30.26,6 / 29.47,0 / 28.55,3) |
|                                                                       |                       |           |                                                             |
| Clara Angerer                                                         | 5 km (v)              | 31e       | 18.47,9 (+1.43,9)                                           |
| Clara Angerer                                                         | 10 km (v)             | 35e       | 35.31,1 (+3.46,9)                                           |
| Guidina Dal Sasso                                                     | 5 km (v)              | 24e       | 18.24,9 (+1.20,9)                                           |
| Guidina Dal Sasso                                                     | 10 km (v)             | 16e       | 33.48,2 (+2.04,0)                                           |
| Guidina Dal Sasso                                                     | 20 km (v)             | 10e       | 1:04.44,1 (+2.59,1)                                         |
| Manuela Di Centa                                                      | 5 km (v)              | 24e       | 18.24,9 (+1.20,9)                                           |
| Manuela Di Centa                                                      | 10 km (v)             | 28e       | 34.41,6 (+2.57,4)                                           |
| Manuela Di Centa                                                      | 20 km (v)             | 26e       | 1:07.10,5 (+5.25,5)                                         |
| Paola Pozzoni                                                         | 5 km (v)              | 33e       | 18.51,9 (+1.47,9)                                           |
| Paola Pozzoni                                                         | 10 km (v)             | 34e       | 35.30,8 (+3.46,6)                                           |
| Germana Sperotto                                                      | 20 km (v)             | 35e       | 1:10.24,1 (+8.39,1)                                         |
| Clara Angerer Paola Pozzoni Manuela Di Centa Guidina Dal Sasso        | 4x5 km estafette (v)  | 9e        | 1:11.12,3 (+4.22,6) (18.12,9 / 18.12,2 / 17.25,4 / 17.21,8) |

### Rodelen
| Olympiër                       | Discipline | Resultaat | Prestatie                                             |
| ------------------------------ | ---------- | --------- | ----------------------------------------------------- |
| Paul Hildgartner               | mannen     | Goud      | 3.04,258 (46,182 / 46,271 / 45,871 / 45,934)          |
| Ernst Haspinger                | mannen     | 6e        | 3.05,327 (+1,069) (46,157 / 46,562 / 46,438 / 46,170) |
| Norbert Huber                  | mannen     | 9e        | 3.05,909 (+1,651) (46,888 / 46,629 / 46,265 / 46,127) |
| Maria Luise Rainer             | vrouwen    | 6e        | 2.49,138 (+2,568) (42,560 / 42,320 / 42,330 / 41,928) |
| Veronika Oberhuber             | vrouwen    | 11e       | 2.50,229 (+3,659) (43,466 / 42,534 / 42,192 / 42,037) |
| Monika Auer                    | vrouwen    | 13e       | 2.51,276 (+4,706) (44,466 / 42,830 / 41,910 / 42,070) |
| Hansjörg Raffl Norbert Huber   | dubbel     | 6e        | 1.24,353 (+0,733) (42,369 / 41,984)                   |
| Helmuth Brunner Walter Brunner | dubbel     | 10e       | 1.24,788 (+1,168) (42,039 / 42,749)                   |

### Schaatsen
| Olympiër           | Discipline   | Resultaat | Prestatie         |
| ------------------ | ------------ | --------- | ----------------- |
| Maurizio Marchetto | 5000 m (m)   | 22e       | 7.36,87 (+24,59)  |
| Maurizio Marchetto | 10.000 m (m) | 20e       | 15.19,77 (+39,87) |
| Giorgio Paganin    | 500 m (m)    | 33e       | 40,54 (+2,35)     |
| Giorgio Paganin    | 1000 m (m)   | 32e       | 1.20,89 (+5,09)   |
| Giorgio Paganin    | 1500 m (m)   | 35e       | 2.04,97 (+6,61)   |
|                    |              |           |                   |
| Marzia Peretti     | 500 m (v)    | 17e       | 43,63 (+2,61)     |
| Marzia Peretti     | 1000 m (v)   | 33e       | 1.30,33 (+8,72)   |

### Schansspringen
| Olympiër         | Discipline         | Resultaat | Prestatie                                         |
| ---------------- | ------------------ | --------- | ------------------------------------------------- |
| Massimo Rigoni   | normale schans (m) | 16e       | 190,3 punten 87,3 p. (78,0 m) + 103,0 p. (85,0 m) |
| Massimo Rigoni   | grote schans (m)   | 34e       | 159,3 punten 78,5 p. (92,0 m) + 80,8 p. (94,0 m)  |
| Sandro Sambugaro | normale schans (m) | 43e       | 161,6 punten 75,5 p. (72,5 m) + 86,1 p. (78,5 m)  |
| Sandro Sambugaro | grote schans (m)   | 44e       | 138,3 punten 68,9 p. (88,0 m) + 69,4 p. (88,0 m)  |
| Lido Tomasi      | normale schans (m) | 21e       | 188,0 punten 101,7 p. (87,0 m) + 86,3 p. (78,0 m) |
| Lido Tomasi      | grote schans (m)   | 33e       | 161,3 punten 91,9 p. (100,5 m) + 69,4 p. (88,0 m) |

### IJshockey
| Olympiër | Discipline | Resultaat | Prestatie |
| --- | ---------- | --------- | --- |
| Lodovico Migliori Thomas Milani Martin Pavlu Norbert Prünster Adolf Insam Adriano Tancon Constant Priondolo David Tomassoni Erwin Kostner Fabrizio Kasslatter Gary Farelli Gerard Ciarcia Gino Pasqualott Grant Goegan John Bellio Marco Capone Michael Mair Michael Mastrullo Norbert Gasser Roberto De Piero | mannen     | 9e        | Voorronde groep A: 3-11 Italië - Zweden 1- 5 Italië - Sovjet-Unie 6- 1 Italië - Polen 1- 5 Italië - Joegoslavië 4- 9 Italië - Bondsrepubliek Duitsland |

Andorra · Argentinië · Australië · België · Bolivia · Bondsrepubliek Duitsland · Britse Maagdeneilanden · Bulgarije · Canada · Chili · China · Chinees Taipei · Costa Rica · Cyprus · Duitse Democratische Republiek · Egypte · Finland · Frankrijk · Griekenland · Groot-Brittannië · Hongarije · IJsland · Italië · Japan · Joegoslavië · Libanon · Liechtenstein · Marokko · Mexico · Monaco · Mongolië · Nederland · Nieuw-Zeeland · Noord-Korea · Noorwegen · Oostenrijk · Polen · Puerto Rico · Roemenië · San Marino · Senegal · Sovjet-Unie · Spanje · Tsjecho-Slowakije · Turkije · Verenigde Staten · Zuid-Korea · Zweden · Zwitserland